# Дніпровські вовки
«Дніпрóвські Вовки́» — український хокейний клуб з міста Дніпра. Срібний призер чемпіонату України сезону 2004/2005, бронзовий призер чемпіонату України 2005/2006.
Створено 4 грудня 2002 року як професійну команду під егідою ХК Дніпро-Метеор.
Припинив виступи на професійному рівні після сезону 2007/2008.

## Історія
В 2002 році ХК Дніпро-Метеор утворив професійну команду «Дніпровські вовки» та аматорську команду «Метеор».
Засновником та президентом клубу був Едвард Сартан, американський бізнесмен який на той час був головою представництва голландської фірми «Трейдпоінт». Спільно з місцевими ентузіастами хокею створив аматорську команду яка брала участь в аматорських турнірах. Організував кубок «Трейдпоінт» участь якому взяли 6 команд, а в якості запрошених гостей були радянські хокеїсти Володимир Лутченко та В'ячеслав Анісін.
Наступного року кубок відкрив аматорський «Метеор» який зіграв товариський матч проти команди ветеранів «Зірки Росії» серед яких були Блінов, Гусєв, Шалімов, Анісін, Бодунов та інші.
Після цього «Вовки» заявились до Першої Ліги і розпочався професійний період в історії команди.

## Результати
В сезоні 2003/2004 команда заявилась до Першої ліги і посіла 3-тє місце в груповій стадії та програвши в матчі за 5-те місце львівському «Гладіатору» посіла підсумкове 6-те місце.
Наступного сезону Вовки заявились до Вищої ліги і в своєму першому сезоні в першості посіли 1-ше місце в регулярній частині, програвши лише 2 матчі з 20, що дозволило команді пробитись до стадії плей-оф в якій здолавши в 1/4 фіналу «Барвінок-СДЮСШОР» з Харкова та пройшовши в 1/2 фіналу ХК «Київ» дніпровці потрапили до фіналу в якому вони програли київському «Соколу» та посівши найвище в своїй історії 2-ге місце.
В сезоні 2005/2006 команда посіла 2-ге місце в регулярній частині та завершила на 3-му місці програвши в 1/2 фіналу плей-оф Київському «Беркуту».
Сезон 2006/2007 команда закінчила на передостанньому 5 місці.
Наступний сезон став для команди останнім на професійному рівні, набравши 0 очок та посівши останнє місце Чемпіонату, «Дніпровські Вовки» припинили своє існування як професійна команда.

### Статистика по сезонах
| Сезон     | І  | В  | ВО | Н | ПО | П  | ЗШ  | ПШ  | О  | Місце |
| --------- | -- | -- | -- | - | -- | -- | --- | --- | -- | ----- |
| 2003/2004 | 3  | 1  | 0  | 0 | 0  | 2  | 11  | 16  | 3  | 6 з 7 |
| 2004/2005 | 20 | 18 | 0  | 0 | 0  | 2  | 109 | 31  | 54 | з 6   |
| 2005/2006 | 20 | 13 | 0  | 0 | 0  | 7  | 145 | 40  | 39 | з 6   |
| 2006/2007 | 30 | 7  | 0  | 1 | 1  | 21 | 98  | 159 | 23 | 5 з 6 |
| 2007/2008 | 30 | 0  | 0  | 0 | 0  | 30 | 47  | 217 | 0  | 6 з 6 |